# Earlimart, Kalifornien
Earlimart är en ort (CDP) i Tulare County, i delstaten Kalifornien, USA. Enligt United States Census Bureau har orten en folkmängd på 8 537 invånare (2010) och en landarea på 5,5 km².